# Gesamtanlageneffektivität
Die Gesamtanlageneffektivität (oder englisch Overall Equipment Effectiveness, OEE) ist eine betriebswirtschaftliche Kennzahl, mit welcher die Effektivität und etwaige Verluste von technischen Anlagen oder Produktions Maschinen gemessen werden kann. Die GAE gibt den Prozentsatz der Fertigungszeit an, der tatsächlich produktiv ist, sowie die Zeit, in der die Effektivität nachlässt. Eine GAE von 100 % bedeutet, dass nur gute Teile produziert werden (100 % Qualität), und zwar mit maximaler Geschwindigkeit (100 % Leistung) und ohne Unterbrechungen (100 % Verfügbarkeit).

## Allgemeines
Die Messung der GAE ist eine bewährte Praxis in der Fertigung. Durch die Messung der GAE und der zugrundeliegenden Verluste können wichtige Erkenntnisse darüber gewonnen werden, wie der Fertigungsprozess systematisch verbessert werden kann.
Technisch gesehen ist die GAE eine wirksame Kennzahl zur Identifizierung und Visualisierung von Verlusten und zur Steuerung der Verbesserung der Effektivität von Fertigungsanlagen durch die Beseitigung von „Verschwendung“.
In sozialer Hinsicht kann die GAE eine gemeinsame Sprache für Gruppen bieten, die unterschiedliche „Sprachen“ sprechen, wie z. B. die Fertigung (Einheiten), Manager (Geld) oder Planer (Zeit).

## Historie
Die Kennzahl ist im Rahmen der Total Productive Maintenance von Bedeutung und OEE wurde erstmals – als zentraler Bestandteil der TPM-Methodik – in Seiichi Nakajimas Buch „TPM tenkai“ (1982) erwähnt.

## Grundlagen
Eine GAE von 100 % gilt als theoretischer Referenzwert, bei dem eine Maschine permanent mit ihrer theoretischen Höchstgeschwindigkeit läuft und ausschließlich gute Produkte herstellt. Alles, was dies verhindert, wird als „Verlust“ betrachtet. Um einen Einblick in die Verluste an den Anlagen zu erhalten und die Bereiche zu ermitteln, in denen Verbesserungen zur Steigerung der wertschöpfenden Umwandlung (Effektivität) erforderlich sind, werden drei Fragen gestellt:
1. Läuft die Maschine? Wenn nicht: Was hat sie daran gehindert?
2. Wenn sie läuft: Läuft die Maschine mit der theoretischen Höchstgeschwindigkeit? Wenn nicht: Was hat sie verlangsamt?
3. Entspricht die Ausgabe den Spezifikationen? Wenn nicht: Was ist tatsächlich herausgekommen?

Die erste Frage führt zur „Verfügbarkeitsrate“ der Anlage, die zweite zur „Leistungsrate“ und die dritte zur „Qualitätsrate“.
Auf diese Weise entsteht eine Kaskade von Effektivitätsverlusten.

### Verlust Kaskade
Die Qualitätsrate bezieht sich auf einen TEIL der Leistung (den Teil, bei dem „Geschwindigkeit“ vorhanden war, der andere Teil geht in der Leistungsrate verloren). Die Leistungsrate bezieht sich auf einen Teil der Verfügbarkeit (die Zeit, in der Leistung erbracht wurde – der andere Teil geht in der Verfügbarkeitsrate verloren).

### Drei 'Raten'
Quelle:
- Verfügbarkeit: Prozentsatz der geplanten Zeit, in der die Anlage für den Betrieb verfügbar ist. Die Verfügbarkeitsrate ist ein reines Maß für die Betriebszeit, das die Auswirkungen von Qualität und Leistung ausschließen soll. Die Verluste aufgrund verschwendeter Verfügbarkeit (Zeit) werden als Verfügbarkeitsverluste bezeichnet.
- Leistung: Geschwindigkeit, mit der die Anlage läuft, in Prozent seiner theoretischen Höchstgeschwindigkeit.  Die Verluste aufgrund verschwendeter Geschwindigkeit (Ausbringungsmenge) werden als Leistungsverluste bezeichnet. Die Leistungsrate ist so konzipiert, dass die Auswirkungen von Qualität und Verfügbarkeit nicht berücksichtigt werden. Sie gibt Auskunft über:
  - Absichtlich verringerte Geschwindigkeit
  - Abweichung von der eingestellten Geschwindigkeit aufgrund kleinerer Stopps (d. h. Ausfallzeiten, die unter einem Schwellenwert liegen und daher nicht in die Verfügbarkeit eingehen)
  - Geschwindigkeitsschwankungen.
- Qualität: Prozentualer Anteil der produzierten guten Einheiten an den produzierten Gesamteinheiten. Sie wird üblicherweise als First Pass Yield (FPY) oder First Time Right (FTR) bezeichnet. Die Verluste aufgrund verschwendeter Qualität (einwandfreie Einheiten) werden als Qualitätsverluste bezeichnet.

Jede der drei Komponenten der GAE weist auf einen Aspekt des Prozesses hin, der verbessert werden kann.
Die GAE kann auf jede einzelne Anlage oder Linie angewendet werden. Dieses Instrument ermöglicht auch eine detaillierte Analyse, beispielsweise für einen bestimmten Zeitraum, eine bestimmte Schicht, ein bestimmtes Team oder verschiedene andere Parameter.
Obwohl die Leistung eines bestimmten Produkts auf einer bestimmten Anlage anhand der GAE-Daten ermittelt werden kann, lässt sich die GAE für dieses Produkt nicht berechnen, da hierfür alle Ausfallzeiten (Verfügbarkeitsverluste) bestimmten Produkten zugeordnet werden müssten.

## Six Big Losses
GAE konzentriert sich auf das „Wenn nicht“ in den Gleichungen: Wo ging potenzielle Effektivität verloren? Diese „Verluste“ an Effektivität werden weiter unterteilt in die sogenannten 'Six Big Losses' („Sechs großen Verluste“) der GAE.
Um dies allgemeiner anwendbar zu machen und auch die finanziellen Auswirkungen der Verluste besser widerzuspiegeln, wurden die ursprünglichen sechs großen Verluste später leicht angepasst.
| Verfügbarkeit | Leistung                   | Qualität   |
| ------------- | -------------------------- | ---------- |
| Warten        | Kleine Stopps              | Ausschuss  |
| Störungen     | Reduzierte Geschwindigkeit | Nacharbeit |

Der Grund für die Identifizierung der Verluste in den einzelnen Kategorien besteht darin, dass spezifische Gegenmaßnahmen ergriffen werden können, um den Verlust zu reduzieren und die Gesamt-OEE zu verbessern.

## Berechnung

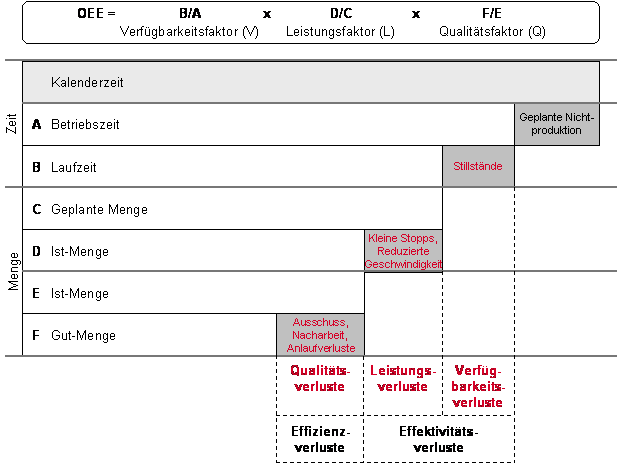
Darstellung der GAE-Berechnung

Die Gesamtanlageneffektivität besteht aus den Faktoren Verfügbarkeit (englisch availability; {\displaystyle V}), Leistungsgrad (englisch performance rate;{\displaystyle L}) und Qualitätsrate (englisch quality rate;{\displaystyle Q}):
Die Multiplikation der drei untrennbar miteinander verbundenen Verhältniszahlen VxLxQ ergibt einen Prozentwert, der den Anteil der geplanten Maschinenlaufzeit angibt, während der die Produktion tatsächlich die Qualitätskriterien erfüllt hat.
Dieser Wert liegt immer deutlich unter 100 %, da 100 % ein theoretischer Wert ist. Selbst wenn eine Anlage kontinuierlich mit maximaler Geschwindigkeit läuft, ohne einen einzigen Fehler zu verursachen, muss sie beispielsweise irgendwann gewartet werden.
Die GAE wird mit der folgenden Formel berechnet:
GAE = Verfügbarkeit * Leistung * Qualität
```
Beispiel:
 (Verfügbarkeit=86,6 %)*(Leistung=93 %)*(Qualität=91,3 %)= (GAE=73,6 %)
```

### Alternative Berechnung
Alternativ könnte die GAE als Zahl berechnet werden, indem die Mindestzeit, die zur Herstellung der Teile unter optimalen Bedingungen benötigt wird, durch die tatsächlich benötigte Zeit zur Herstellung der Teile dividiert wird.
Auf diese Weise sind jedoch die Verluste nicht mehr bekannt, sodass der wichtigste Teil der OEE fehlt.

### Wertebereich
Der Wertebereich der Gesamtanlageneffektivität liegt zwischen 0 und 1 bzw. zwischen 0 % und 100 %. Wenn z. B. ein Leistungsgrad von mehr als 100 % angezeigt wird, deutet dies auf einen Fehler in der Definition hin. Eine verwendete „theoretische Höchstgeschwindigkeit“, die in der Realität überschritten wird, wurde daher falsch festgelegt.
100 % Zeit für GAE ist die Zeit, wo die Machine im Einsatz ist: In der Regel ist dies die „Schichtzeit“.

### Verfügbarkeitsrate
Der Verfügbarkeitsanteil der GAE-Kennzahl gibt den Prozentsatz der geplanten Zeit (auch als „Ladezeit“ bezeichnet) an, in der die Anlage tatsächlich in Betrieb ist.

#### Beispiel
Eine bestimmte Maschine soll in einer 8-Stunden-Schicht (480 Minuten) mit einer 30-minütigen Pause, in der die Maschine stillsteht, betrieben werden, wobei eine Störung von 60 Minuten auftritt.
Während der geplanten Betriebszeit von 480 Minuten stand die Maschine 30 Minuten aufgrund der Pause und 60 Minuten aufgrund der Störung still.
Sie war tatsächlich 480 - 30 - 60 = 390 Minuten in Betrieb.

#### Berechnung
- Methode 1:  Verfügbarkeit = Betriebszeit / Ladezeit

```
Beispiel: Verfügbarkeit = 390 Minuten / 480 Minuten = 81,25 %.
```

- Methode 2: Verfügbarkeit = (Ladezeit - Stillstände) / Ladezeit

```
Beispiel: Verfügbarkeit = (480 - 90 Minuten) / 480 Minuten = 81,25 %
```

- Methode 3:

{\displaystyle V={\frac {\mathrm {d} A}{\mathrm {d} A+\mathrm {d} W}}}.
Dabei ist {\displaystyle \mathrm {d} A} der Durchschnittswert der Zeit zwischen Ausfällen und {\displaystyle \mathrm {d} W} der Durchschnittswert der Wiederherstellungszeit. Mit der Normänderung DIN EN 13306:2017 kann die Verfügbarkeit eindeutig beschrieben werden. Für die Laufzeit der Einheit wurde jetzt die Kennzahl MOTBF (englisch mean operating time between failures) in die Norm aufgenommen. Diese Methode ist weniger gebräuchlich und führt zu einer für die Produktion komplexeren Berechnung.

### Leistungsrate
Die Leistungsrate stellt das Verhältnis zwischen der theoretischen Höchstgeschwindigkeit der Maschine und ihrer tatsächlichen Geschwindigkeit dar. Die Leistung kann nur bei vorhandener Ausgabe berechnet werden, also während der tatsächlichen Laufzeit.

#### Festlegung der Höchstgeschwindigkeit
Quelle:
Die tatsächliche Geschwindigkeit lässt sich in der Regel leicht bestimmen, da die meisten Maschinen die produzierte Menge zählen. Jedoch ist es in der betrieblichen Praxis oft schwierig, die theoretische Höchstgeschwindigkeit als Referenzwert zu ermitteln. Die vom Maschinenhersteller angegebenen technischen Daten entsprechen in der Regel nicht den theoretisch möglichen Höchstwerten, z. B. um Reklamationen zu vermeiden oder aus anderen Gründen.
Eine zu niedrig festgelegte Höchstgeschwindigkeit wird sichtbar, wenn die Leistung über 100 % steigt, was unerwünscht ist. Letztendlich ist es das Ziel der OEE, das gesamte Potenzial ('Verluste') aufzudecken.
Eine eindeutige Methode zur Bestimmung der maximalen Geschwindigkeit ist die Berechnung anhand der Grundlage physikalischer Grenzen, z. B. durch Berechnung der Wärmeübertragung, der Motorleistung oder der Fallgeschwindigkeit eines Produkts. Wenn dies nicht möglich ist, hat sich das Konzept der „besten nachgewiesenen Zykluszeit“ bewährt. Dabei werden die Produktionsgeschwindigkeiten von Produkten aus der Vergangenheit ermittelt und die höchste Produktionsgeschwindigkeit um 20 % erhöht. Die Definition dieser Wert als 100 % Leistung kann zu einer strukturell zu niedrigen GAE führen, visualisiert jedoch alle potenziellen Leistungsverluste.
Der Faktor 1 (100 %) stellt nun einen Spitzenwert dar, der selbst kurzzeitig nie überschritten wird. Bei Anlagen, die nur ein oder wenige Produkte herstellen, ist die Berechnung des Leistungsfaktors einfach. Wenn eine große Anzahl unterschiedlicher Produkte mit unterschiedlichen Höchstgeschwindigkeiten auf einer Anlage gefertigt wird (Mehrproduktunternehmen), kann der Aufwand zur Ermittlung der Höchstgeschwindigkeit etwas schwieriger sein. Die Leistung sollte dann anhand eines gewichteten Durchschnitts korrekt berechnet werden.

#### Berechnung
Die Leistung wird nach folgender Formel berechnet:
{\displaystyle Performance={\frac {Parts\ produced*Ideal\ cycle\ time}{Operating\ time}}}

#### Beispiel
Eine bestimmte Anlage soll 8 Stunden (480 Minuten) lang laufen und hat 90 Minuten Ausfallzeit.
```
Betriebszeit = 480 Minuten – 90 Minuten Ausfallzeit = 390 Minuten
```

Die maximale Geschwindigkeit für das produzierte Teil beträgt 40 Einheiten/Stunde oder 1,5 Minuten/Einheit.
Die Anlage produziert während der Schicht insgesamt 242 Einheiten. Hinweis: Die Grundlage sind die Gesamtzahl der Einheiten, nicht die Anzahl der fehlerfreien Einheiten. Die Leistungskennzahl berücksichtigt keine Qualitätsmängel.
```
Zeit für die Produktion der Teile = 242 Einheiten * 1,5 Minuten/Einheit = 363 Minuten
Leistung = 363 Minuten / 390 Minuten = 93,1 %
```

### Qualitätsrate
Die Qualitätsrate {\displaystyle Q} ist ein Maß für den Verlust aufgrund defekter und zu überarbeitender Teile. Die Qualitätsrate ist eine reine Messgröße für die Prozessausbeute, die die Auswirkungen von Verfügbarkeit und Leistung ausschließt. Die Verluste aufgrund von Fehlern und Nacharbeiten werden als Qualitätsverluste bezeichnet. Sie ist wie folgt definiert:
{\displaystyle Q={\frac {P-P_{n}-P_{a}}{P}}}.
Dabei ist {\displaystyle P} die Anzahl der produzierten Teile, {\displaystyle P_{n}} die Anzahl der Nacharbeitsteile und {\displaystyle P_{a}} die Anzahl der Ausschussteile.

#### Beispiel
Es werden 242 Einheiten produziert. 21 sind defekt.
(242 produzierte Einheiten – 21 defekte Einheiten) = 221 Einheiten
```
221 einwandfreie Einheiten / 242 insgesamt produzierte Einheiten = 91,32 %
```

## Standards
Die Berechnungen der GAE scheinen auf Anhieb nicht besonders kompliziert zu sein, jedoch muss sorgfältig auf die zugrunde liegenden Definitionen geachtet werden. Um alle Verluste sichtbar zu machen, ist es entscheidend, die richtige „Konfiguration“ der Kennzahl zu verwenden.

### ISO 22400-2:2014 und VDI 3423:2011-08 (2011)
Definitionen für Teile der GAE finden sich etwas in ISO 22400-2:2014 und VDI 3423:2011-08 (2011). Die Definition ist nicht für alle Branchen einheitlich und wird in der Anwendung individuell auf das jeweilige Unternehmen zugeschnitten.
Diese Definitionen sind nicht für alle Branchen standardisiert und werden in ihrer Anwendung individuell auf das jeweilige Unternehmen zugeschnitten.

### OEE Industrie Standard
Dieser spezielle Standard für die Gesamtanlageneffektivität (OEE) zielt darauf ab, alle Effektivitätsverluste an Fertigungsanlagen zu visualisieren und für das Produktionspersonal eindeutig erkennbar zu machen. Der Standard verwendet für alle Anlagentypen dieselbe Logik und einheitliche Terminologie.

## Datenerfassung
Um die GAE berechnen zu können, müssen Betriebsdaten aus dem Produktionsprozess gesammelt werden. Diese müssen einerseits widerspiegeln, „was passiert ist“, und andererseits, „was nicht passiert ist“ (die Verluste). Wenn diese Daten nicht in dem Umfang vorhanden sind, der für eine aussagekräftige OEE-Berechnung erforderlich ist, können grob zwei Strategien verfolgt werden:

### Automatische Datenerfassung
Je nach System oder Produkt kann es schwierig sein, die für die Ermittlung der Kennzahl erforderlichen Basisdaten zu erfassen. Viele Unternehmen setzen daher auf eine spezielle Software zur Datenerfassung.
- Der Vorteil: Stillstandszeiten und Produktionszahlen werden genau erfasst (z. B. durch Sensoren).
- Nachteil: Bediener können umgangen werden und die Gründe für Stillstandzeiten oder Ausschuss werden nicht korrekt erfasst

### Manuelle- oder halbautomatische Datenerfassung
Obwohl die manuelle Aufzeichnung durch den Bediener als zeitaufwändig und ungenau angesehen werden kann, hat sie einige wesentliche Vorteile
- Die Bediener können die Verantwortung für die Aufzeichnung ihrer eigenen Handlungen übernehmen und so auf der Grundlage von numerischen Datenfakten angeben, was sie behindert. Mit einer angemessenen Überwachung werden Stillstände und Rückweisungen zuverlässiger.
- kann innerhalb weniger Tage begonnen werden.
- Nachteil: Die Aufzeichnung von Stillstandsgründen und produzierten Zahlen kann weniger präzise sein.

## GAE und kontinuierliche Verbesserung

### Total Productive Maintenance (Instandhaltung der Produktivität)
Das Ziel von TPM (Total Productive Maintenance), wie es von Seiichi Nakajima formuliert wurde, ist „die kontinuierliche Verbesserung der OEE, indem alle, die sich darauf auswirken, in Kleingruppenaktivitäten eingebunden werden.“ Um dies zu erreichen, gibt die TPM-Toolbox eine gezielte Verbesserungstaktik vor, um jede der sechs Arten von OEE-Verlusten zu reduzieren. Die Gezielte Verbesserung zur systematischen Reduzierung des Ausfallrisikos zeigt beispielsweise auf, wie der Zustand der Anlagen verbessert und die Arbeitsmethoden standardisiert werden können, um menschliches Versagen und beschleunigten Verschleiß zu reduzieren. Zero Failure Management bietet eine profunde Struktur, um dies zu erreichen.

#### GAE und Gezielte Verbesserung
Durch die Verbindung von GAE mit Gezielte Verbesserung wird OEE von einem nachlaufenden zu einem führenden Indikator.
Die erste Stufe der gezielten Verbesserung der OEE besteht darin, eine stabile OEE zu erreichen. Eine, die bei einer repräsentativen Produktionsstichprobe um etwa 5 % vom Mittelwert abweicht. Die Anlage ist stabil und wird nicht durch Schwankungen bei der Abnutzung der Ausrüstung und den Arbeitsmethoden beeinträchtigt.
Die zweite Stufe der GAE-Verbesserung (Optimierung) kann durchgeführt werden, um chronische Verluste zu beseitigen. Durch die Kombination von GAE und 'TPM Focused improvement tactics' entsteht ein führender Indikator, der als Richtschnur für die Prioritäten des Leistungsmanagements dienen kann.
Da der TPM-Prozess diese Gewinne durch kleine, funktionsübergreifende Verbesserungsteams erzielt, steigert der Prozess der OEE-Verbesserung das Engagement der Teams an der vordersten Front, die Problemverantwortung, die Zusammenarbeit und das Kompetenzniveau.
Es ist diese Kombination aus GAE als KPI, TPM-fokussierten Verbesserungstaktiken und dem Engagement der Teams an der Front, die die Gewinne festhält und das TPM-Ziel einer jährlichen Verbesserung der OEE erreicht.

### OEE und 'Lean Manufacturing'
Die OEE-Messung wird auch häufig als Leistungskennzahl (KPI) in Verbindung mit Lean-Manufacturing-Maßnahmen verwendet. Um das Hauptziel von Lean, nämlich die Schaffung von Flow, zu erreichen, müssen die einzelnen Anlagenteile absolut zuverlässig und aufeinander abgestimmt sein.

### Schulung
Die Einführung der GAE erfordert insbesondere in der Anfangsphase eine gründliche Schulung und Einweisung aller Beteiligten. Wenn Mitarbeiter das Gefühl haben, kontrolliert zu werden, führt dies zu einer Fälschung der Daten. Wenn Mitarbeiter jedoch verstehen und erfahren, dass das Instrument dazu beiträgt, Probleme zu lösen, mit denen sie täglich konfrontiert sind, motiviert dies sie, korrekte Zahlen zu liefern.

## Abgeleitete Kennzahlen

### Total effective equipment performance
Total effective equipment performance (TEEP) ist ein eng mit der GAE verbundenes Maß. TEEP quantifiziert die GAE anhand von Kalenderstunden und nicht nur anhand der geplanten Betriebsstunden. Ein TEEP von 100 % bedeutet, dass der Betrieb 24 Stunden am Tag und 365 Tage im Jahr mit einer GAE von 100 % läuft (100 % Auslastung).
TEEP gibt daher die „Bottom-Line“-Effektivität von Fertigungsanlagen an.

#### Berechnung der TEEP
Um die Gesamtwirkungsgrad der Anlage (TEEP) zu berechnen, wird die GAE mit einer vierten Komponente multipliziert: 'Auslastung' (English: 'Loading').
{\displaystyle TEEP=Loading\ rate*OEE\ }

### Auslastung (Loadingrate)
Die Auslastung der TEEP-Metrik gibt den Prozentsatz der Zeit an, in der die Anlage planmäßig in Betrieb ist, im Verhältnis zur insgesamt verfügbaren Kalenderzeit. Die Auslastungsmetrik ist eine reine Messgröße für die Effektivität der Planung und soll die Auswirkungen der Leistungsfähigkeit der Anlage ausschließen.

#### Berechnung
{\displaystyle Loading=Scheduled\ time/Calendar\ time}

#### Beispiel
Eine bestimmte Anlage soll 5 Tage pro Woche, 24 Stunden pro Tag laufen.
Für eine bestimmte Woche beträgt die Gesamtkalenderzeit 7 Tage à 24 Stunden.
```
Auslastung = (5 Tage × 24 Stunden) / (7 Tage × 24 Stunden) = 71,4 %
```

### Overall Operations Effectiveness
Während TEEP die GESAMTE Zeit umfasst (also auch die Zeit, in der die Maschine nie für den Betrieb vorgesehen war), umfasst OOE die Zeit, die ursprünglich eingeplant war, aber später aus Gründen, die außerhalb des Einflussbereichs des Fertigungsteams liegen, wieder aus dem Plan genommen wurde:
- fehlende Aufträge
- Streiks
- Pandemie

Während die Verfügbarkeit in die GAE auf der Grundlage der geplanten (Schicht-)Zeit berechnet wird, wird die Verfügbarkeit in OOE auf der Grundlage der geplanten PLUS der aus-geplanten Zeit berechnet (nicht zu verwechseln mit der NICHT geplanten Zeit wie in TEEP).

#### Berechnung
Verfügbarkeit in OOE:
{\displaystyle AvailabilityOOE={\frac {RunningTime+WaitingTime+BreakdownTime+UnscheduledTime}{ScheduledTime}}}

## Nutzen der GAE
Der Nutzen der GAE liegt in der Transparenz des Wertschöpfungsanteils und der damit verbundenen Verluste der Anlage.
- Management: GAE lässt das Management mit einem anderen Blick auf die Anlagen schauen. Die Komponenten der Kennzahl sind geeignet, um z. B. an eine GAE-Steigerung einen Zielvereinbarungsprozess anzuknüpfen, weil die Kennzahl aufgrund ihrer Umfänglichkeit robust gegen strukturelle Änderungen der Produktion gestaltet werden kann.
- Produktions Ebene: Ermöglicht es der Produktion, anhand von Zahlen und Fakten anzugeben, was sie daran hindert, die Maschine optimal zu bedienen. Bei korrekter Einführung können Bediener mehr Verantwortung für ihre Anlage übernehmen, was zu mehr Eigentümerschaft führt.
- Organisation: GAE kann eine gemeinsame Sprache für Parteien bilden, die normalerweise unterschiedliche Fachbegriffe verwenden.[17]

## Häufige Missverständnisse und Probleme rund um GAE

### Gesamtanlageneffizienz oder Gesamtanlageneffektivität?
Die Bezeichnung Gesamtanlageneffizienz wird in der deutschen Sprache häufig synonym zu Gesamtanlageneffektivität verwendet, auch wenn dies nicht korrekt ist (siehe Effektivität). Maßnahmen, die den Produktionsausstoß erhöhen, dabei aber überproportional hohe Kosten verursachen, können durchaus effektiv, aber gleichzeitig ineffizient und damit ökonomisch nicht sinnvoll, nicht Produktiv, sein.

### Der Mythos „85% wären Weltklasse“
Die Annahme, dass eine OEE von 85 % ein „weltklasse“ Zielwert ist, ist in vielen Fällen falsch:
- Situation 1: Nicht alle Verluste sind in der Definition der OEE enthalten: Die OEE erscheint höher als sie tatsächlich ist.
- Situation 2: Die Qualitätsrate ist niedrig: Der kontinuierliche Betrieb mit voller Geschwindigkeit und die Produktion vieler Ausschussprodukte treiben die Kosten in die Höhe.
- Situation 3: Die OEE schwankt, der Prozess ist nicht im Griff: Die durchschnittliche OEE spiegelt die Abweichungen nicht wider.
- Situation 4: Lagerbestände steigen: Es werden Produkte hergestellt, die nicht benötigt werden.
- Situation 5: Hohe Effektivität wird bei geringer Effizienz erreicht: Höhere Kosten auf der Inputseite.
- Situation 6: Hohe Effektivität wird ohne Bindung der Belegschaft erreicht: Risiko einer geringen Nachhaltigkeit auf längere Sicht.
- Situation 7: 85 % erreicht, aber nicht nachhaltig: Es fehlt eine kontrollierte Situation.

### Erkennung von Qualitätsproblemen
Häufig wird mangelnde Qualität nicht an der Anlage erkannt, die sie verursacht hat. In diesem Fall hat sich die Anwendung des „Entdeckungsprinzips“ bewährt. D. h., eine GAE-Reduzierung auf die Anlage anzuwenden, bei der der Fehler entdeckt wurde. Dadurch wird die GAE nicht mehr ausschließlich auf die Anlage bezogen, sondern wird zu einem Prozessindikator.
Die GAE einer Anlage kann natürlich auch durch Verbesserungen an anderen Anlagen optimiert werden. Die GAE sollte außerdem eine möglichst aktuelle Kennzahl sein. In diesem Zusammenhang sollte die OK-Menge spätestens am Ende der Schichte ermittelt und die GAE berechnet werden.
Aus Sicht der Prozesssteuerung stellt sich die Frage, wie ein Bediener für die Herstellung korrekter Produkte verantwortlich sein kann, wenn er nicht sehen kann, ob die Produkte korrekt sind.
Um dieses Problem hervorzuheben, lohnt es sich, blockierte Produkte als Qualitätsproblem zu betrachten: Schließlich waren sie beim ersten Mal nicht in Ordnung.

### Rüsten und Wartung
Wertvolle Tätigkeiten wie Rüst- oder Wartungsarbeiten können zu Beginn die Gesamtanlageneffektivität (GAE) verringern. Wenn Rüstvorgänge die Gesamtanlageneffektivität verringern, besteht ein Anreiz, die Rüstzeiten mithilfe von SMED (Single Minute Exchange of Die) zu reduzieren. Andererseits bedeutet dies auch, dass die GAE durch eine Verringerung der Rüstvorgänge, d. h. durch eine Erhöhung der Losgrößen, gesteigert werden kann. Dies würde den Prinzipien der schlanken Produktion widersprechen. Dies unterstreicht die Bedeutung einer klaren Erklärung der GAE: Das Ziel ist nicht, einen möglichst hohen Wert zu erreichen, sondern Hindernisse zu identifizieren und diese dann zu beseitigen.

### Schwellenwert für Stillstände
Innerhalb des Unternehmens muss eine Vereinbarung getroffen werden, wann eine Stillstandszeit vorliegt. Die Erfassung und Begründung jeder Sekunde einer Stillstandszeit ist für die meisten Unternehmen zu zeitaufwendig. In der Praxis hat sich eine Erfassungsgrenze von 1 bis 5 Minuten Stillstandszeit als pragmatischer Ansatz bewährt. Alle Stillstandszeiten unter einer Minute werden daher in den Leistungsfaktor einbezogen.

### Datenverarbeitung
Die gesammelten Daten müssen verarbeitet werden, um aussagekräftige Informationen zu erhalten. Diese Informationen richten sich an verschiedene Zielgruppen, wie z. B.
- die Personen, die das System täglich bedienen.
- die Personen, die das System warten.
- die Personen, die sich um den logistischen Ablauf kümmern.
- Personen, die für Investitionen in neue Geräte und teure Betriebsmittel verantwortlich sind.
- Manager

Aussagekräftige Analysen sind der Schlüssel zu guten Entscheidungen. Theoretisch ist dies nur mit sehr genauen Zahlen möglich. Richtig ausgewählte Daten haben in dieser Hinsicht eine größere Wirkung als hohe Genauigkeit.

### Die Messung von Mitarbeitern
Die GAE kann nicht dazu dienen, die Leistung der Mitarbeiter zu messen. Sie dient zur Ermittlung und Messung von Anlagenverlusten, die anschließend durch entsprechende Ursachenanalysen und Maßnahmen beseitigt werden können.

### Verketteten Anlagen
Bei mehreren verketteten Anlagen wird jede einzelne gemessenen Anlage zusätzlich zu den Standardstörgründen noch die Störkategorien „Stau“ und „Abriss“, vorzeigen. Um vor- bzw. nachgelagerte Störungen von Produktionsanlagen identifizieren zu können.

### OEE als Heuristik verwenden
Ohne fundierte Kenntnisse der Fertigungsumgebung und vor allem ohne Einblick und Verständnis der zugrunde liegenden Daten, die zu einer bestimmten GAE-Zahl führen, hat diese Zahl als solche wenig bis gar keinen Wert.
Die Verwendung von GAE als Heuristik ist daher nicht zu empfehlen.

#### Beispiele
- Es kann weitaus kostspieliger sein, eine Anlage zu bestimmten Zeiten zu betreiben.
- Leistung und Qualität sind möglicherweise nicht unabhängig voneinander oder von Verfügbarkeit und Auslastung.
- Die verwendeten Definitionen sind oft sehr unterschiedlich.
- Bei nicht korrekter Umsetzung kann für die Beteiligten ein Anreiz bestehen, Zahlen zu fälschen.[20]
- GAE hat Eigenschaften eines geometrischen Mittels. Als solches bestraft es Schwankungen zwischen seinen Teilkomponenten. Beispielsweise ergibt 20 % * 80 % = 16 %, während 50 % * 50 % = 25 % ergibt.
- Die mit mehreren Komponenten der GAE verbundenen Kosten sind meist asymmetrisch. Eine korrekte Übertragung der GAE auf die Finanzen muss vorgenommen werden.
- Betrachten Sie ein System, in dem die Fehlerkosten außergewöhnlich hoch sind. Unter solchen Bedingungen kann eine höhere Qualität für eine angemessene Bewertung der Effizienz weitaus wichtiger sein als die Leistung oder Verfügbarkeit.
- Die GAE geht auch bis zu einem gewissen Grad von einem geschlossenen und potenziell statischen System aus. Wenn zusätzliche Ressourcen hinzugezogen werden können (oder ungenutzte Ressourcen an andere Projekte oder Geschäftsbereiche vermietet werden können), ist es möglicherweise sinnvoller, beispielsweise eine erwartete Nettobarwertanalyse zu verwenden.

## Wirtschaftliche Aspekte
Insbesondere Produktionsunternehmen mit hoher Anlagenintensität bei technischen Anlagen müssen ihre Anlagenverfügbarkeit genau beobachten. Für Mehrproduktunternehmen, Serienfertigung und Verfahrenstechnik gilt die Gesamtanlageneffektivität als existenziell. Dabei sind ungeplante Stillstände, die Erhöhung des Qualitätsgrades und die Reduzierung von Rüstzeiten von besonderer Bedeutung.